# Ломбриаско
Ломбриа̀ско (на италиански: Lombriasco; на пиемонтски: Lombriasch, Ломбриаск) е село и община в Метрополен град Торино, регион Пиемонт, Северна Италия. Разположено е на 241 m надморска височина. Към 1 януари 2020 г. населението на общината е 1053 души, от които 91 са чужди граждани.